# Gammel Vor Frue Kirke
Gammel Vor Frue Kirke ligger på Fruegade 2 i Roskilde. Den blev opført omkring 1080 af Roskildebispen Svend Nordmand. Der er desuden adgang til kirken fra dens parkeringsplads i Grønnegade.

## Historie
Omtrent 80 år efter kirken blev bygget, blev der tilknyttet et nonnekloster til kirken og i 1177 lod biskop Absalon den lokale helgeninde Margrethe af Højelse bisætte ved kirken.
Op gennem middelalderen blev bygningen både udvidet og ombygget adskillige gange. Efter reformationen blev først klosteret og efterfølgende koret revet ned.
Det nuværende udseende stammer fra den række af restaureringer, der blev gennemført i årene omkring 1850. En del af kirkens inventar består af genstande, der er bevarede fra 1600-tallet.

## Kirkebygningen
- Gammel Vor Frue Kirke
- Tårn
- Indgang

## Interiør
Tekst mangler, hjælp os med at skrive teksten

## Gravminder
Tekst mangler, hjælp os med at skrive teksten

### Literatur
- Danmarks Kirker, Københavns Amt, bind 1, s.58-97 (Hæfte 1), Nationalmuseet 1944

## Eksterne kilder og henvisninger
- Vor Frue Kirke hos KortTilKirken.dk
- Vor Frue Kirke i bogværket Danmarks Kirker (udg. af Nationalmuseet)

- Wikimedia Commons har flere filer relateret til Gammel Vor Frue Kirke